# Августа Фердинанда Австрийская
Августа Фердинанда Австрийская (нем. Auguste Ferdinande von Österreich; 1 апреля 1825, Флоренция — 26 апреля 1864, Мюнхен) — австрийская эрцгерцогиня и принцесса Тосканы, супруга принц-регента Баварии Луитпольда.

## Биография
Августа была дочерью Леопольда II, великого герцога Тосканского, и его первой супруги, Марии Анны Саксонской. Получила строгое католическое воспитание. Девушка, по свидетельству современников, была высокого роста, красивой и самостоятельной в своих решениях.
15 апреля 1844 года Августа Фердинанда во Флоренции сочеталась браком с Луитпольдом, будущим принцем-регентом Баварии, сыном баварского короля Людвига I. Впрочем, король, отец жениха, отговаривал сына от этого брака, так как уже в то время у Августы проявились признаки заболевания туберкулёзом (которым также болела её мать).
В этом браке Августа Фердинанда родила четверых детей, в том числе будущего короля Баварии Людвига III. Она была активна также в политической жизни страны и оказывала необходимую помощь своему супругу при решении государственных задач, в том числе во время революционных событий 1848 года и скандала вокруг Лолы Монтес. С детьми Августа говорила только по-итальянски.
Августа Фердинанда скончалась в возрасте 39 лет от туберкулёза. После её смерти принц-регент Луитпольд более не женился.

## Потомки
- Людвиг (1845—1921), король Баварии Людвиг III ∞ 1868 эрцгерцогиня Мария Терезия Габсбург-Эсте (1849—1919)
- Леопольд (1846—1930) ∞ 1873 эрцгерцогиня Гизела Австрийская (1856—1932)
- Тереза (1850—1925)
- Арнульф (1852—1907) ∞ 1882 принцесса Тереза Лихтенштейнская (1850—1938)